# Paje (Botswana)
Pour les articles homonymes, voir Paje.
Paje (Botswana) est une ville du Botswana.